# Музей моды (Кобе)
Музей моды города Кобе (яп. 神戸ファッション美術館) — японский музей. Является первым музеем в Японии, посвященным моде, как искусству. Открылся в 1997 году в районе Рокко-Айленд, который находится в городе Кобе (район Хигаси-Нада), префектура Хиого.

## Общие сведения
Музей моды — крупный по масштабу музейно-выставочный центр, расположенный на четырёх уровнях общей площадью в 17000 м².
Современный архитектурный дизайн придает зданию вид НЛО.
Здесь проходят уникальные выставки, рассматривающие моду с самых разных точек зрения.
Кроме того, с целью подготовить новые талантливые кадры для фэшн-индустрии, на базе музея проводятся посвященные одежде тематические курсы лекций по семи темам: «материал», «цвет», «декор», «история», «дизайнер», «общество» и «медиа».
Музей является учреждением, подведомственным муниципалитету г. Кобе. В 2007 году в здании Музея моды открылся Художественный музей Кобе Юкари.

## Здание
- 1 этаж — музей
- 3 этаж — библиотека, которая содержит более 28000 наименований, в том числе и видеоматериалы, по теме арт-фэшн и дизайн интерьера.
- 4 этаж — информационный и ресурсный центр
- 5 этаж — Orbis Hall, банкетно-концертный зал для проведения фэшн-мероприятий